# Fred i Son
Fred i Son es un grupo de jangle pop barcelonés. Comenzó como un «proyecto casero» de la pareja Elisenda Daura y Xavi Rosés alrededor del año 2007, ha incluido un amigo de ambos (Xesc Cabot) en 2009 y se convirtió en un cuarteto en 2010 con la inclusión de Cristian Palleja, productor del primer álbum comercial del grupo («Diu que no sap què vol», 2010).

## Biografía
Eli y Xavi se han conocido en 2005. Ella fue baterista de Las Dolores y Xavi guitarrista de Epic Kind, además de ser bajista eventual de Veracruz. El dúo comenzó su carrera escribiendo canciones juntos para el festival Minimúsica, dirigido a los niños. En 2009, el bajista y guitarrista Xesc Cabot, propuso a la pareja que también produjueren música para un público adulto, y presentó la letra de Diu que no sap què vol (Dice que no sabe lo que quiere), cuya música fue compuesta por Xavi y se convertiría en el primer gran éxito del grupo.
Desde entonces el grupo ha actuado en varios festivales, y durante el año 2009 ha grabado tres maquetas («En pijama», «Instrumentals» y «L’ull entorn»). A finales de este año, grabaron su primer álbum para una discográfica (la Sones), que fue lanzado en 2010. Ese mismo año, Fred i Son habían registrado su participación en Minimúsica, con dos canciones en el álbum «Els aliments» (Patates amb mel y Crispetes de colors).

## Origen del nombre
«Fred i Son» (frío y sueño en catalán) es la forma cariñosa como Eli y Xavi se referían al edredón que compartían en el invierno. El término se originó mucho antes de que el grupo hubiera sido formado.

## Discografía
| Año de lanzamiento | Título                 |
| ------------------ | ---------------------- |
| 2009               | En pijama              |
| 2009               | Instrumentals          |
| 2010               | Diu que no sap què vol |
| 2012               | Un Altre Temps         |
| 2014               | El carter              |